# Jaime I (couraçado)
O Jaime I foi um couraçado operado pela Armada Espanhola e a terceira e última embarcação da Classe España, depois do España e Alfonso XIII. Sua construção começou em fevereiro de 1912 na Sociedad Española de Construcción Naval e foi lançado ao mar em setembro de 1914, sendo comissionado em dezembro de 1921. Era armado com uma bateria principal composta por oito canhões de 305 milímetros montados em quatro torres de artilharia duplas, tinha um deslocamento de mais de dezesseis mil toneladas e alcançava uma velocidade máxima de dezenove nós.
A finalização da construção do Jaime I foi atrasada por anos pela escassez de materiais causada pela Primeira Guerra Mundial, que começou dois meses antes dele ser lançado ao mar. A Guerra do Rife já estava em andamento no Marrocos quando o navio finalmente entrou em serviço, com ele sendo usado para apoiar as forças espanholas em terra. Foi colocado na reserva em 1931, mas reativado em 1933 como capitânia da frota. Planos para modernizá-lo foram elaborados durante a década de 1930, mas nunca realizados devido ao início da Guerra Civil Espanhola em 1936.
O Jaime I e a maior parte da frota permaneceram leais ao governo republicano quando a guerra começou, porém os republicanos não conseguiram fazer uso eficaz de sua superioridade naval e consequentemente o couraçado pouco fez além de bombardear algumas posições nacionalistas no Marrocos. Um incêndio acidental começou a bordo em 17 de junho de 1937 e causou uma explosão interna que destruiu o navio enquanto estava em Cartagena. Seus canhões foram recuperados e usados como baterias costeiras, já seus destroços foram reflutuados em 1939 e desmontados.

## Características

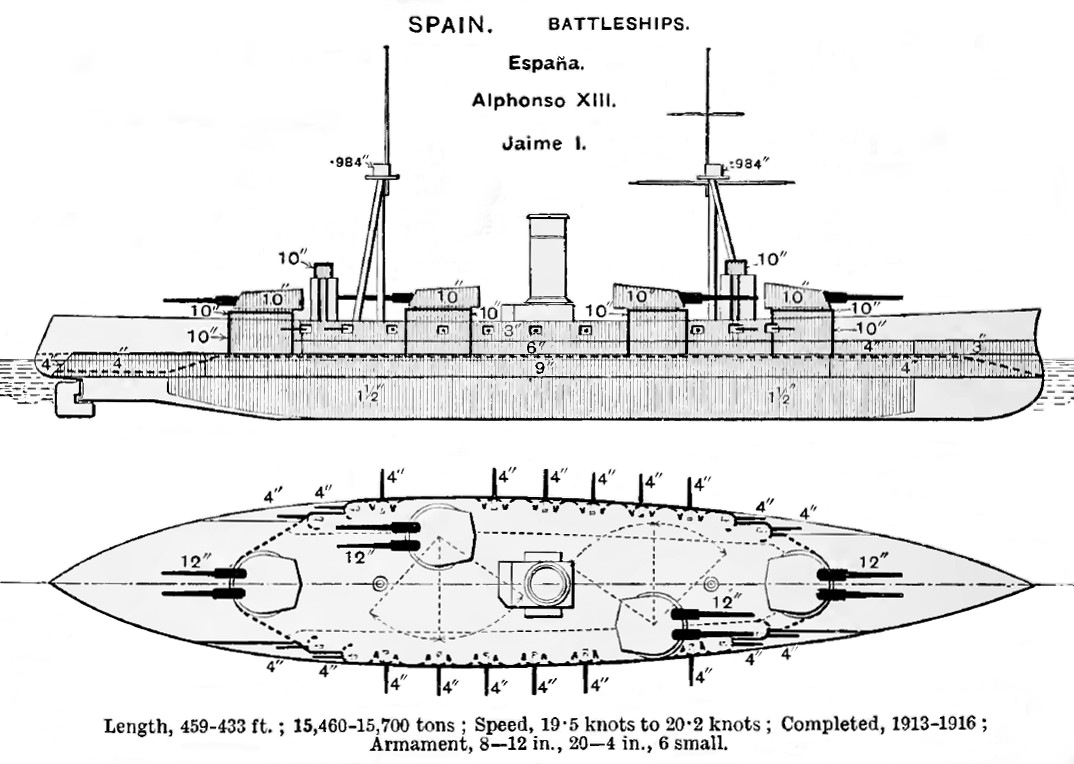
Desenho da Classe España

Boa parte da frota espanhola foi destruída em 1898 na Guerra Hispano-Americana, com uma série de tentativas fracassadas de reconstrução ocorrendo nos ano seguintes. Os governos de Espanha, França e Reino Unido entraram em um plano de defesa mútua após 1906. Desta forma, uma frota espanhola forte era de interesse francês e britânico, que assim deram assistência no desenvolvimento de navios modernos. As embarcações que se tornariam a Classe España foram autorizadas em 1908 depois do comando naval espanhol ter descartado planos para pré-dreadnoughts.
O Jaime I tinha 132,6 de comprimento da linha de flutuação e 140,2 metros de comprimento de fora a fora, boca de 24 metros, calado de 7,9 metros e borda livre de 4,6 metros à meia-nau. Seu deslocamento normal era de 15,7 mil toneladas e o deslocamento carregado de 16 450 toneladas. Seu sistema de propulsão tinha doze caldeiras Yarrow e quatro turbinas a vapor Parsons, cada uma girando uma hélice. A potência indicada era de 15,8 mil cavalos-vapor (11,6 mil quilowatts) para uma velocidade máxima de 19,5 nós (36,1 quilômetros por hora). Sua autonomia era de cinco mil milhas náuticas (9,3 mil quilômetros) a uma velocidade de dez nós (dezenove quilômetros por hora). Sua tripulação era de 854 oficiais e marinheiros.
O armamento principal consistia em oito canhões Vickers Marco H. calibre 50 de 305 milímetros montados em quatro torres de artilharia duplas, uma à vante e outra à ré da superestrutura e as outras duas en echelon à meia-nau. Este arranjo foi escolhido em detrimento de torres sobrepostas para economizar peso e dinheiro. A bateria secundária tinha vinte canhões calibre 50 de 102 milímetros montados em casamatas individuais pelo comprimento do casco. Elas ficavam muito próximas da linha de flutuação, deixando-as inutilizáveis em mares bravios. Também era armado com quatro canhões de 47 milímetros e duas metralhadoras. Seu cinturão principal de blindagem tinha 203 milímetros de espessura à meia-nau, mesma espessura das torres de artilharia. O convés tinha 38 milímetros, enquanto as laterais da torre de comando tinham 254 milímetros.

## História

### Início de carreira
O Jaime I foi nomeado em homenagem ao rei Jaime I de Aragão. Seu batimento de quilha ocorreu em 5 de fevereiro de 1912 nos estaleiros da Sociedad Española de Construcción Naval em Ferrol. Foi lançado ao mar em 21 de setembro de 1914, menos de dois meses depois do início da Primeira Guerra Mundial. A Espanha se manteve neutra no conflito, mas os trabalhos no couraçado foram atrasados significativamente porque boa parte dos armamentos e outros materiais eram importados do Reino Unido. Estava quase completo no início de 1915, exceto por seus canhões principais e montagens, que não puderam ser entregues por causa da guerra. Realizou testes iniciais de maquinários em maio de 1915 e ficou pronto para partir ao mar em 1917, porém só pode ser finalizado depois do fim do conflito. Realizou testes marítimos em maio de 1921, ligeiramente excedendo vinte nós (37 quilômetros por hora) nos de velocidade, sendo finalizado em 20 de dezembro. Juntou-se aos seus dois irmãos na 1ª Esquadra da frota espanhola.
O navio deu suporte de artilharia a partir de 1921 para o Exército de Terra Espanhol em suas campanhas no Marrocos durante a Guerra do Rife. Seu irmão España foi perdido em agosto de 1923 durante operações no Marrocos. Tensões sobre os domínios coloniais europeus na África, atiçadas especialmente pelo ditador italiano Benito Mussolini sobre a suposta falta de recompensas pela participação da Itália na Primeira Guerra Mundial, levou a uma reaproximação ítalo-espanhola em 1923. A Espanha nesta época era governada pelo ditador Miguel Primo de Rivera, que no final do ano enviou à Itália uma frota composta pelo Jaime I, seu irmão Alfonso XIII, o cruzador rápido Reina Victoria Eugenia, dois contratorpedeiros e quatro submarinos. Deixaram Valência em 16 de novembro e passaram por La Spezia e Nápoles, retornando para Barcelona no dia 30.
Uma bateria de artilharia costeira danificou o Jaime I em 1924. Os rifenhos cercarem e tomaram várias posições francesas no vizinho Marrocos Francês em 1925. Espanha e França planejaram para o início de setembro um grande desembarque em Alhucemas com uma força de treze mil soldados, onze tanques e 160 aeronaves para atacar o principal território rebelde. A Armada Espanhola contribuiu com o Jaime I, Alfonso XIII, quatro cruzadores, o porta-hidroaviões Dédalo e várias outras embarcações menores. A Marinha Nacional Francesa contribuiu com o couraçado Paris, dois cruzadores e outras embarcações. As frotas deram suporte de artilharia quando as forças terrestres desembarcaram em 8 de setembro. O ataque anfíbio foi um sucesso, mas a guerra continuou por mais dois anos até os últimos rebeldes se renderem em 1927. O rei Afonso XIII, a rainha Vitória Eugênia e vários generais, incluindo Primo de Rivera, Francisco Franco e Dámaso Berenguer, viajaram para o Marrocos nos dias finais do conflito para uma visita à colônia. Subiram a bordo do Jaime I em Algeciras e foram para Ceuta em 5 de outubro. Voltaram para o couraçado ao final da viagem no dia 10 e retornaram para a Espanha.
Os efeitos da Grande Depressão tinham criado no início da década de 1930 uma significativa oposição ao governo de Primo de Rivera, levando à sua renúncia em janeiro de 1930, enquanto abril do ano seguinte Afonso XIII fugiu para o exílio. O governo da nova Segunda República Espanhola começou uma série de medidas de redução de gastos para equilibrar os déficits adquiridos na Guerra do Rife, assim o Jaime I e o Alfonso XIII, agora renomeado para España, foram colocados na reserva em 15 de junho. O Jaime I foi recomissionado em 30 de abril de 1933 como capitânia da frota. Planos para modernizar os dois couraçados tinham começado a ser pensados na década de 1920, mas o risco cada vez maior de guerra contra a Itália em meados da década de 1930 criou pressão para que isto ocorresse logo. Uma proposta de 1934 sugeria reconstrui-los para serem semelhantes aos cruzadores pesados alemães da Classe Deutschland com novas caldeiras a óleo combustível. Os cascos seriam alongados e as torres de artilharia rearranjadas para que ficassem todas na linha central. As baterias secundárias seria substituídas por canhões de duplo-propósito de 120 milímetros. Este plano não foi levado adiante.
Os planos aprovados para a modernização envolveriam a elevação das barbetas das torres de artilharia de meia-nau, melhorando seus arcos de disparo e permitindo que disparassem sobre a bateria secundária, que teria doze canhões de duplo-propósito de 120 milímetros no convés superior em montagens abertas. A bateria antiaérea seria de dez canhões de 25 milímetros ou oito de 40 milímetros. Outras mudanças incluiriam um novo sistema de controle de disparo, aumento do alojamento da tripulação e instalação de protuberâncias antitorpedo. Os trabalhos deveriam começar em 1937, mas foram interrompidos pelo golpe de julho de 1936 que iniciou a Guerra Civil Espanhola.

### Guerra Civil Espanhola
O Jaime I estava ancorado em Vigo em meados de julho de 1936, na época o único couraçado espanhol capaz de navegar. Franco, o líder do golpe nacionalista contra o governo republicano, dependia de deserções na Armada Espanhola para transportar o Exército da África de volta para a Espanha. As tripulações dos navios em Ferrol souberam sobre os planos em 13 de julho e muitos marinheiros compareceram a uma reunião naquele mesmo dia para discutirem o que fariam caso os oficiais se juntassem ao golpe. O quartel-general da marinha em Madri interceptou na manhã do dia 18 mensagens de Franco para seus rebeldes no Marrocos. Madri alertou os quartéis-generais navais, que por sua vez enviaram mensagens para todos os navios para que suas tripulações ficassem alertas sobre possíveis oficiais rebeldes. As tripulações em Cartagena, incluindo do Jaime I, se amotinaram depois de seus oficiais se juntarem aos nacionalistas, matando muitos deles e garantindo que as embarcações permanecessem sob controle republicano. Um grande derramamento de sangue foi evitado a bordo do Jaime I, pois seu oficial comandante escolheu permanecer leal ao governo republicano.
O couraçado partiu em 19 de julho em uma tentativa de bloquear o cruzamento entre a África, juntando-se a outros elementos da frota próximos de Gibraltar. Apesar do governo republicano ter colocado a maior parte de sua frota no Mar Mediterrâneo, ele não foi capaz de de impedir a travessia do Exército da África. As embarcações foram prejudicadas por disciplina ruim, pois haviam sobrado poucos oficiais e os marinheiros suspeitavam daqueles que não tinham sido mortos. Além disso, a Marinha de Guerra Alemã tinha enviado os cruzadores pesados Deutschland e Admiral Scheer para proteger os comboios de navios de transporte nacionalistas levando armamentos pesados. Um grande número de soldados foram transportados por aeronaves Junkers Ju 52 fornecidas aos nacionalistas por meio da empresa fictícia Sociedade Hispano-Marroquina de Transportes.
O Jaime I bombardeou várias fortificações rebeldes em Ceuta, Melilha e Algeciras durante os primeiros meses da guerra. Ele acertou a canhoneira nacionalista Eduardo Dato em Algeciras com sua bateria secundária, incendiando-o completamente, porém a embarcação foi depois consertada e voltou ao serviço. O Jaime I foi danificado em 13 de agosto em Málaga por um ataque aéreo nacionalista, quando dois bombardeiros da Legião Condor alemã atacaram o navio naquela manhã. Eles o acertaram na proa com uma bomba pequena que causou pouquíssimos danos. Elementos da frota que estavam atracados em Ferrol foram tomados pelos nacionalistas, incluindo o España, que foi usado para bloquear portos do norte da Espanha, incluindo Gijón e Santander. Os republicanos em resposta enviaram do Mediterrâneo uma flotilha de cinco submarinos, mas um foi afundado no caminho. O Jaime I também foi usado brevemente, indo para Gijón junto com dois cruzadores rápidos e seis contratorpedeiros, chegando em 25 de setembro.

Configuração do Jaime I em 1937

A esquadra republicana deixou o norte da Espanha em 13 de outubro, sem ter realizado um único ataque contra o España ou qualquer outro elemento da frota nacionalista. Estes, por sua vez, evitaram confrontar os navios republicanos principalmente porque o Jaime I estava em melhores condições operacionais do que o España, que na época tinha apenas três de seus quatro torres de artilharia funcionando. Os republicanos deixaram para trás dois submarinos e um contratorpedeiro, com alguns dos canhões secundários do Jaime I tendo sido desembarcados e depois instalados em quatro barcos pesqueiros.
O couraçado foi para uma doca seca em Cartagena no início de 1937 a fim de passar por reparos e manutenção. Um grupo de cinco bombardeiros Savoia-Marchetti SM.79 Sparviero da Aviação Legionária italiana atacou o Jaime I em 21 de maio. A artilharia antiaérea republicana foi ineficaz e falhou em impedir que os aviões fizessem dois ataques contra o navio e lançassem aproximadamente sessenta bombas de cem quilogramas. Relatos variam sobre o sucesso do ataque; o historiador Albert Nofi afirma que os italianos acertaram três bombas que causaram danos danos pequenos, já Marco Mattioli diz que houve dois acertos, dois quase acertos a estibordo e outros três no cais onde estava ancorado, incapacitando a embarcação.
O Jaime I foi destruído por um explosão interna em 17 de junho em Cartagena. A causa foi um incêndio acidental, porém houve suspeitas de sabotagem. Aproximadamente duzentos tripulantes foram mortos. Seus destroços foram reflutuados, mas foi determinado que estavam além de qualquer conserto. Foi oficialmente descartado em 3 de julho de 1939 e desmontado. Todos os seus canhões foram recuperados e usados em 1940 como baterias costeiras próximas de Tarifa para proteger o Estreito de Gibraltar. Quatro canhões, suas torres de artilharia de vante e ré, foram instalados como a Bateria Vigia e a Bateria Cascavel. Eram formadas por uma base de concreto que incluía um depósito de munição e um posto de comando separado. Ambas foram abandonadas em 1985, mas continuam no local, apesar de deterioradas por falta de manutenção.